# Andy Sneap

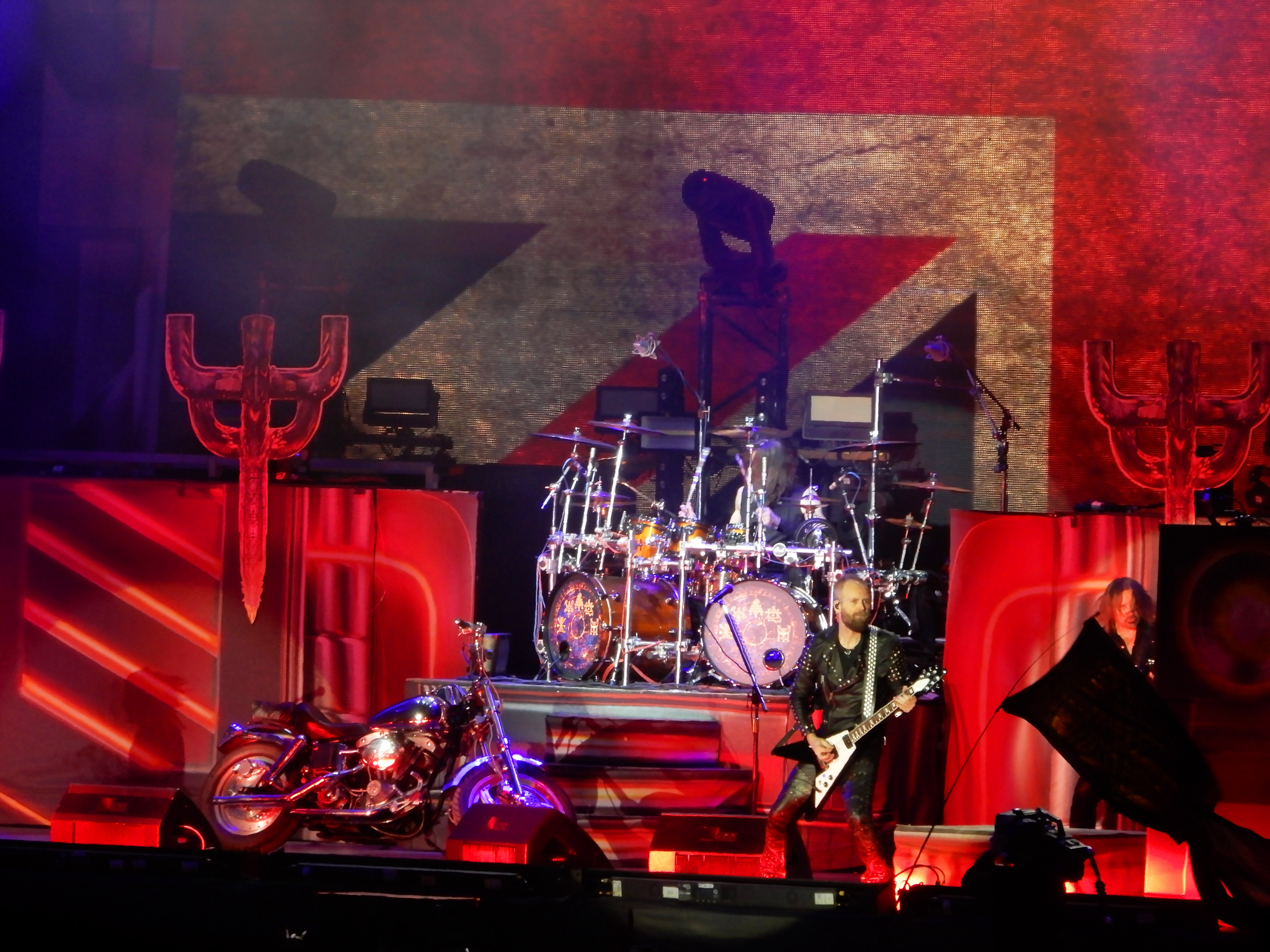
Andy Sneap avec Judas Priest au Hellfest 2018.

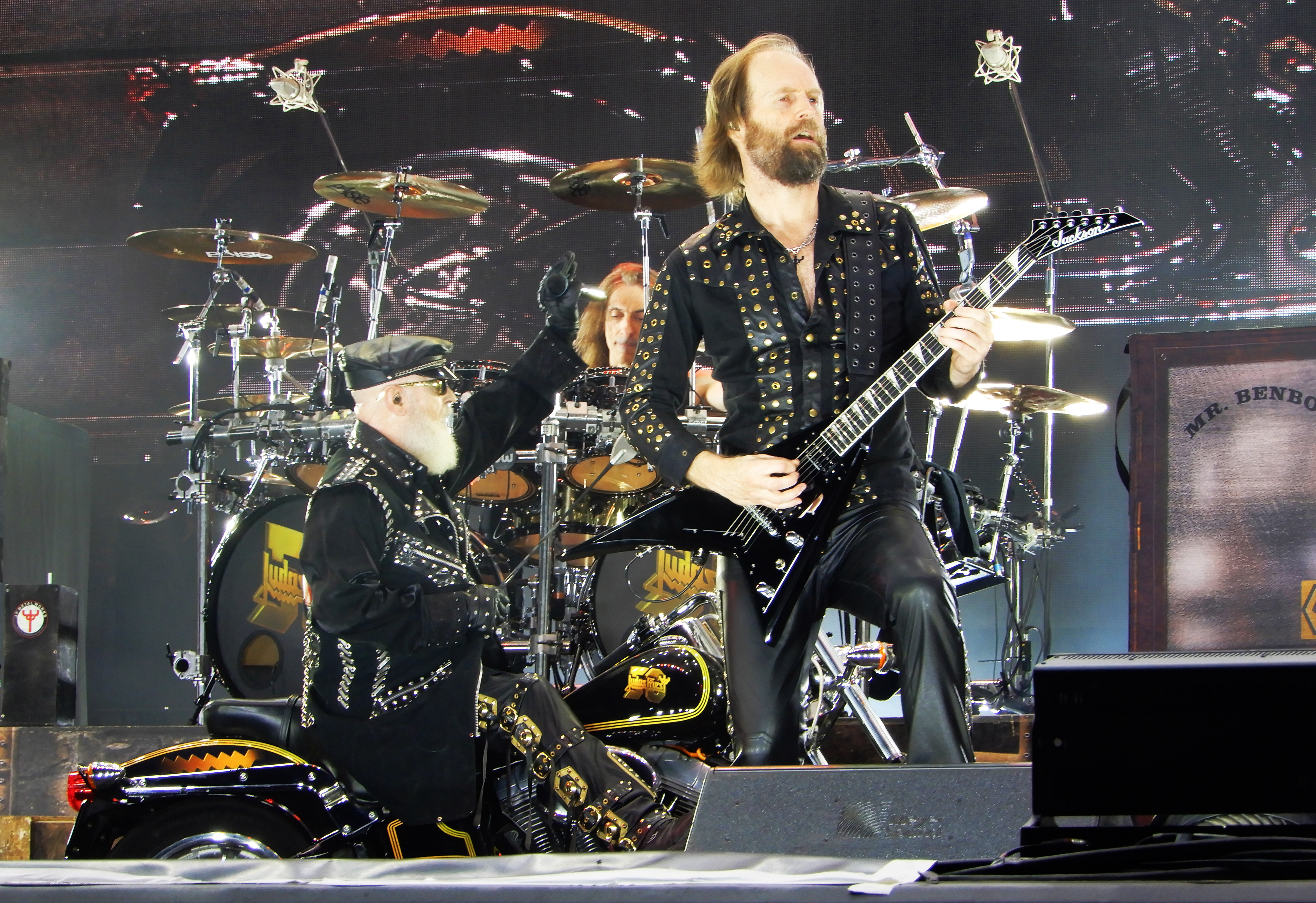
Andy Sneap au Hellfest 2022

Andy Sneap (né le 18 juillet 1969) est un producteur, ingénieur du son, guitariste et compositeur  britannique. Il est guitariste des groupes Sabbat ainsi que de Hell. Il rejoint le groupe Judas Priest en février 2018 afin de remplacer Glenn Tipton sur la tournée Firepower. Glenn s'est désisté à la suite d'un diagnostic de la maladie de Parkinson. Depuis, Andy Sneap le remplace sur chaque tournée. 

## Discographie

### comme musicien
- 1988 : Sabbat - History of a Time to Come
- 1989 : Sabbat - Dreamweaver
- 1991 : Sabbat - Mourning Has Broken
- 1994 : Godsend - Godsend (EP)
- 2011 : Hell - Human Remains
- 2011 : Hell - The Age of Nefarious (EP)
- 2013 : Hell - Curse and Chapter
- 2014 : The Scintilla Project - The Hybrid

### Production
- Accept - Blood of the Nations et le single The Abyss (2010), Stalingrad (2012), Blind Rage (2014), Restless and Live (2017), The Rise of Chaos (2017)
- Arch Enemy - Anthems of Rebellion, Dead Eyes See No Future
- Benediction  - Grind Bastard
- Blaze Bayley - Silicon Messiah, Tenth Dimension, Blood & Belief
- The Blueprint - zero*zero*one", "Ecliptic"
- Cathedral - Caravan beyond Redemption
- Consumed - Breakfast at Pappas, Hit for Six, Pistols at Dawn
- Cradle of Filth - Godspeed on the Devil's Thunder
- Earth Crisis - Breed the Killers
- Earthtone9 - arc'tan'gent
- English Dogs - All The Worlds A Rage, Bow To None, What A Wonderful Feeling
- Exit Ten - This World They’ll Drown (mini-album)
- Exodus - Tempo of the Damned, Atrocity Exhibition: Exhibit A
- Hecate Enthroned - Slaughter Of Innocence
- Iron Monkey - Iron Monkey, Our Problem
- Kill II This - Deviate, Trinity
- Kreator - Violent Revolution, Enemy Of God
- Masterplan - Masterplan, Aeronautics
- Megadeth - United Abominations, Endgame
- Nevermore - Dead Heart in a Dead World, This Godless Endeavor
- Onslaught - Killing Peace
- Pissing Razors - Pissing Razors, Cast Down The Plague
- Rise to Addiction - Rise To Addiction, A New Shade of Black for the Soul
- Skinlab - Bound Gagged + Blindfolded, Disembody
- Stuck Mojo - Declaration Of A Headhunter, HVY1, Rising
- Testament - Dark Roots of Earth
- Judas Priest - Firepower (2018), coproduit avec Tom Allom et Invincible Shield (2024)

### Mixage
- Carcass - Surgical Steel
- Cradle of Filth - Thornography
- Dream Theater - A View from the Top of the World
- Megadeth - Warchest, Blood in the Water: Live in San Diego (Live)
- Testament - The Gathering, First Strike Still Deadly, Live in London, The Formation of Damnation
- Trivium - Ascendancy
- 36 Crazyfists - Collisions and Castaways
- Saxon - Sacrifice